# Sköns socken

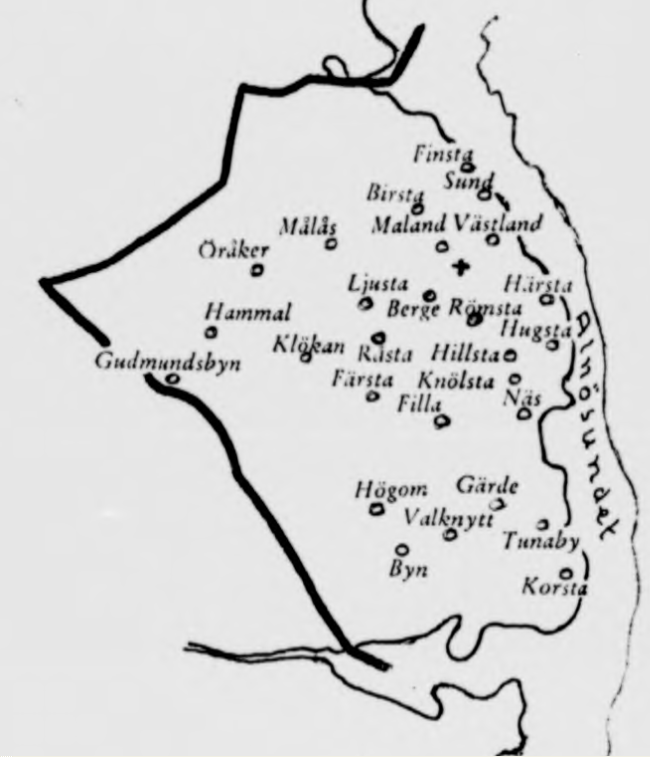
Karta över byar i Sköns socken (Y), medeltid fram till 1850-talets industrialisering.

Sköns socken i Medelpad ingår sedan 1971 i Sundsvalls kommun och motsvarar från 2016 Sköns distrikt.
Socknens areal är 41,63 kvadratkilometer, varav 41,52 land (efter utbrytning av Skönsmon med 5,7). År 2000 fanns här 18 629 invånare. Norra delen av tätorten Sundsvall, tätorterna  Tunadal, Sundsbruk och Johannedal samt sockenkyrkan Sköns kyrka ligger i socknen.

## Administrativ historik
Sköns socken har medeltida ursprung. På medeltiden utbröts Timrå socken.
Vid kommunreformen 1862 övergick socknens ansvar för de kyrkliga frågorna till Sköns församling och för de borgerliga frågorna bildades Sköns landskommun. Ur församlingen utbröts Skönsmons församling, först 1883 (åter 1891) och sedan slutgiltigt 1905. Ur landskommunen överfördes 1948 Skönsmons municipalsamhälle till Sundsvalls stad medan resten av landskommunen ombildades till Sköns köping som 1971 uppgick i Sundsvalls kommun.
1 januari 2016 inrättades distriktet Skön, med samma omfattning som församlingen hade 1999/2000.
Socknen har tillhört fögderier, tingslag och domsagor enligt vad som beskrivs i artikeln Medelpad.  De indelta båtsmännen tillhörde Första Norrlands andradels båtsmanskompani.

## Geografi
Sköns socken ligger norr om Sundsvall vid Sundsvallsfjärden väster om Alnösundet. Socknen består av kuperad skogig kusttrakt.

## Byar och övriga orter
Skön bestod 1650 såväl som 1947 av följande byar, från norr:  Finsta, Sund, Birsta (idag med Birsta köpstad), Västland, Målås, Maland, Öråker, Härsta,  Ljusta (idag Östra Birsta, väster om nuvarande Ljustadalen), Berge, Römsta, Hugsta, Hammal, Råsta, Hillsta, Gudmundsbyn, Färsta, Knölsta, Näs, Filland (idag Filla), Gärde, Högom (mellan nuvarande Bosvedjan och Bydalen), Valknytt, Tunaby, Tunabäck, Byn (vid bensinmacken i nuvarande Bydalen) och Korsta. Vid skattläggningen 1650 fanns ytterligare två byar, nämligen Gran och Stafre, som senare sammanslogs till Prästbordet.
År 1947 fanns dessutom följande orter, från norr räknat: Skönviks sågverk, Gångvikens municipalsamhälle, Sundsbruk, Sunds sågverk, Johannedals sågverk, Näs lastageplats, den s.k. Fillandsgropen och Hollandslinan, Tunadals sågverk, Korstagropen med Hollnadslinan, Pettersvik (Numera Petersvik), Ortviken och Killingholmen, samt Heffners eller Skönsbergs municipalsamhälle. Skönsmon kom till på 1600-talet genom köp av bönder i området. Haga tillhörde ursprungligen Byn, men införlivades med Skönsbergs municipalsamhälle 1929, och överfördes till Sundsvalls stad 1948.

## Namnet
Namnet (1300 Skön) är ett bygdenamn, troligen ursprungligen en havsvik. Innehållet kan vara 'skön', 'ljus, glänsande' eller samma ord betydande säck, 'något som är format som en säck'.

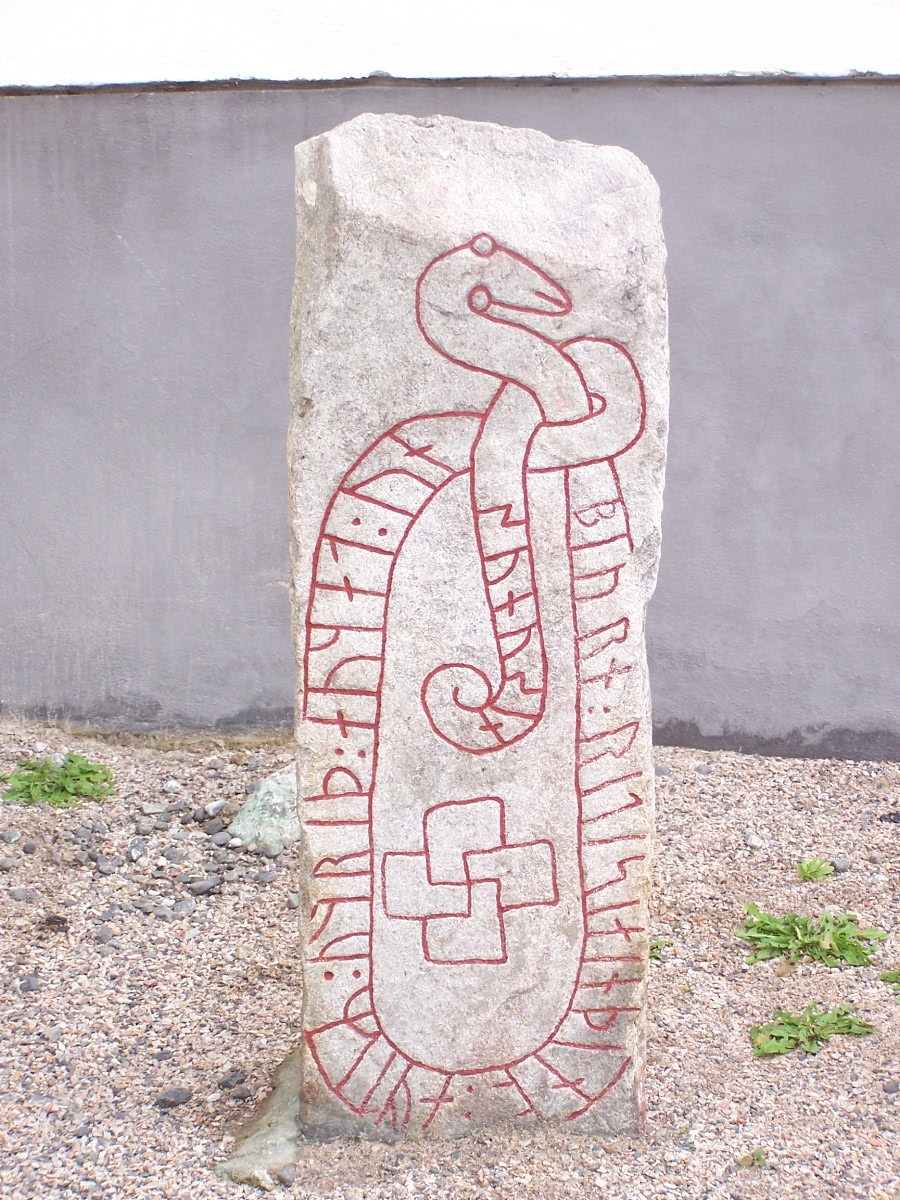
Runsten (M15) vid Sköns kyrka

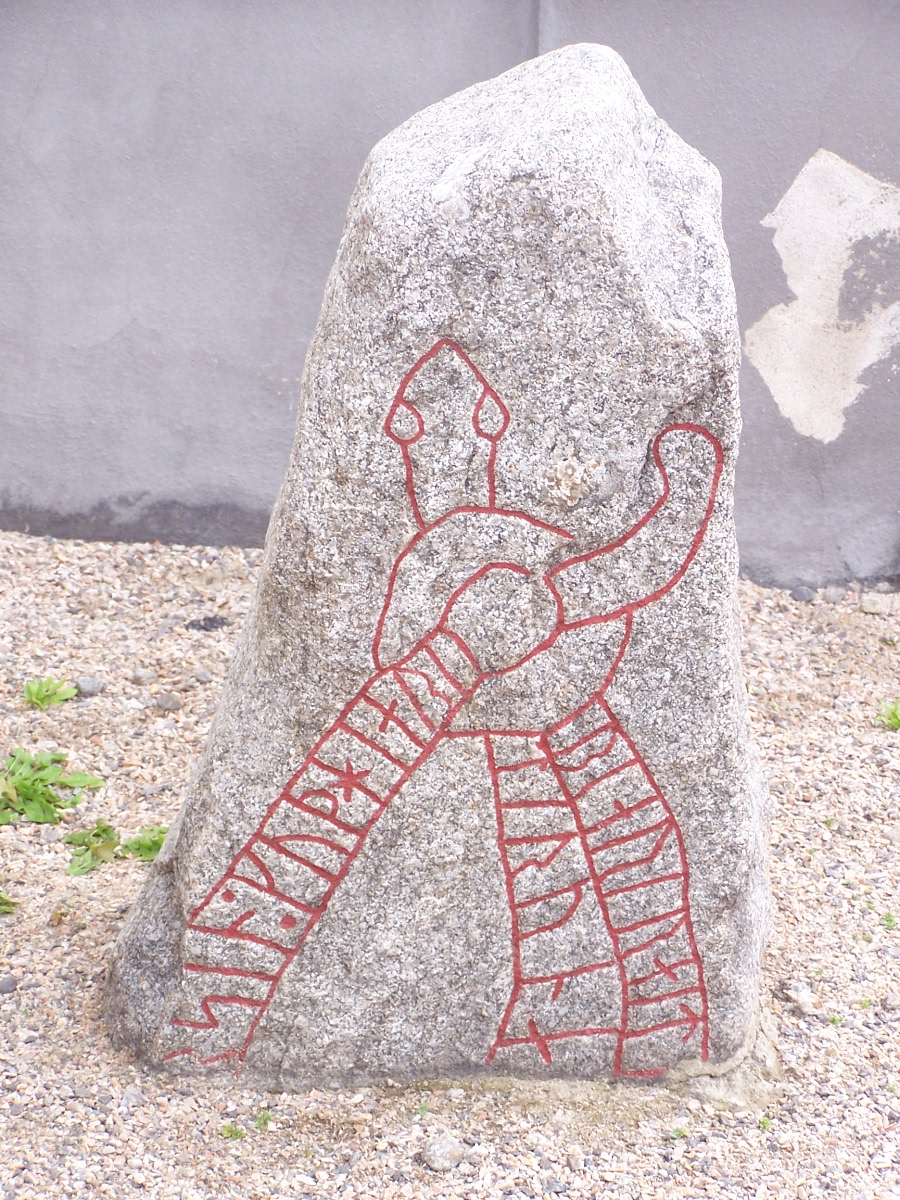
Runsten (M16) vid Sköns kyrka

## Historia

### Forntid och medeltid
Från bronsåldern har anträffats kuströsen och från järnåldern 25 mindre gravfält och spridda större gravhögar. Vid kyrkan finns två runristningar.
En vikingatida myntskatt hittades 1835 i Birsta, sannolikt nedlagd under första halvan av 900-talet. Skatten innehöll 132 mynt med kufisk (det vill säga turkisk, möjligen arabisk) inskription från åren 765 till 907 e.Kr.
Sköns socken var under medeltiden en rik jordbruksbygd som tillsammans med Selångers socken utgjorde Medelpads maktcentrum, i kyrkligt såväl som världsligt avseende.

### Från 1600-talet till modern tid
Fornforskaren Johan Bure besökte orten mellan år 1600 och 1601 för att utforska Bureättens rötter. Han fick då höra legenden om att Fale hin unge (dialektal form av Fartegn unge) från byn Byrestad (idag västra Birsta) i Sköns socken skulle ha räddat en kungason. Johan Bure valde att tolka Byrestad till ”Bures stad”, och utsåg Fale hin unge, som han kallade Fale Bure, till stamfader för Bureätten. Johan Bures version är att Fale hin unge (som han kallar Fale Bure) räddade den blivande kung Erik Knutsson vid slaget vid Älgarås år 1205 mellan Sverkerska och Erikska ätten. Fale Bure ska sedan ha burit Erik på sina armar till sin gård i Birsta, varefter han för säkerhets skull förde honom till Norge. Fale skulle ha låtit bygga Byresholms slott, vilket senare förvandlades till Sköns första kyrka, som helt korrekt var en försvarskyrka av klövsadeltyp, det vill säga med två torn. Idag betraktas Fale hin unges hjältedåd och kopplingen till Bureätten i Västerbotten i allmänhet som obekräftad i samtida källor. Fartegn Unge nämns som verksam i Medelpad och Hälsingland i fem medeltida brev utfärdade åren 1342–1363. Hans medeltida adliga gravsten finns idag inne i Sköns nya kyrkas vapenhus. På gravhällen finns uthugget samma vapen som återfinns i den norrländska stormannen Nils Fartegnssons sigillavtryck, vidhängt ett brev från 1352, som således kan ha varit far till eller åtminstone äldre släkting till Fartegn Unge. En ifrågasatt staty över Fale hin unge, kallad "Fale Bure", restes på Sköns kyrkogårdsområdet 2013. 
Industrialiseringen kan anses ha inletts i Sverige med ångsågverken längs Norrlandskusten[källa behövs], och den första ångsågen startade i Tunadal i Sköns socken 1849. Den ursprungliga lokalbefolkningen fortsatte att ägna sig åt jordbruk - istället rekryterades sågverksarbetare i huvudsak från andra delar av landet. Till följd av detta ökade befolkningen i Skön från knappt 900 personer år 1840 till 11 000 år 1890. År 1917 överträffades "folkmängdstätheten" i Sköns socken endast av några få socknar i södra Sverige.

## Befolkningsutveckling
| Befolkningsutvecklingen i Sköns socken 1750–1990                                                                                       | Befolkningsutvecklingen i Sköns socken 1750–1990 | Befolkningsutvecklingen i Sköns socken 1750–1990 | Befolkningsutvecklingen i Sköns socken 1750–1990 | Befolkningsutvecklingen i Sköns socken 1750–1990 |
| --- | ------------------------------------------------ | ------------------------------------------------ | ------------------------------------------------ | ------------------------------------------------ |
| |                                                  |                                                  |                                                  |                                                  |
| År |                                                  |                                                  | Folkmängd                                        |                                                  |
| 1750 | 1750                                             |                                                  | 554                                              |                                                  |
| 1760 | 1760                                             |                                                  | 602                                              |                                                  |
| 1769 | 1769                                             |                                                  | 613                                              |                                                  |
| 1810 | 1810                                             |                                                  | 713                                              |                                                  |
| 1820 | 1820                                             |                                                  | 826                                              |                                                  |
| 1830 | 1830                                             |                                                  | 792                                              |                                                  |
| 1840 | 1840                                             |                                                  | 882                                              |                                                  |
| 1850 | 1850                                             |                                                  | 1 100                                            |                                                  |
| 1860 | 1860                                             |                                                  | 1 775                                            |                                                  |
| 1870 | 1870                                             |                                                  | 3 273                                            |                                                  |
| 1880 | 1880                                             |                                                  | 6 922                                            |                                                  |
| 1890 | 1890                                             |                                                  | 11 587                                           |                                                  |
| 1900 | 1900                                             |                                                  | 11 744                                           |                                                  |
| 1910 | 1910                                             |                                                  | 11 502                                           |                                                  |
| 1920 | 1920                                             |                                                  | 12 046                                           |                                                  |
| 1930 | 1930                                             |                                                  | 14 687                                           |                                                  |
| 1940 | 1940                                             |                                                  | 13 590                                           |                                                  |
| 1950 | 1950                                             |                                                  | 11 064                                           |                                                  |
| 1960 | 1960                                             |                                                  | 14 253                                           |                                                  |
| 1970 | 1970                                             |                                                  | 21 393                                           |                                                  |
| 1980 | 1980                                             |                                                  | 22 516                                           |                                                  |
| 1990 | 1990                                             |                                                  | 20 213                                           |                                                  |
| Anm: Tabellen inkluderar Skönsmon. Källor: Umeå universitet - Tabellverket 1749-1859, Demografiska databasen, CEDAR, Umeå universitet. |                                                  |                                                  |                                                  |                                                  |